# Coetzala
Coetzala är en kommun i Mexiko.   Den ligger i delstaten Veracruz, i den sydöstra delen av landet, 240 km öster om huvudstaden Mexico City.
Följande samhällen finns i Coetzala:
- Coetzapotitla